# Michał Jędrzejewski (koszykarz)
Michał Jędrzejewski (ur. 4 marca 1998 we Wrocławiu) – polski koszykarz, występujący na pozycji rozgrywającego, obecnie zawodnik WKK Wrocław.

## Osiągnięcia
Stan na 24 kwietnia 2022, na podstawie, o ile nie zaznaczono inaczej.

### Drużynowe
Seniorskie
- Wicemistrz I ligi (2017)[2]
- Brązowy medalista I ligi (2020)[3]

Młodzieżowe
- Mistrz Polski:
  - juniorów (2015, 2016[4])
  - kadetów (2014)[5]
  - młodzików (2011, 2012)
- Wicemistrz Polski starszych juniorów (2017)
- Brązowy medalista mistrzostw Polski starszych juniorów (2016)

### Indywidualne
- MVP mistrzostw Polski juniorów (2016)[4]
- Zaliczony do I składu mistrzostw Polski:
  - kadetów (2014)[5]
  - młodzików (2012)

### Reprezentacja
- Uczestnik mistrzostw Europy:
  - U–16 (2014 – 15. miejsce)
  - U–20 dywizji B (2017 – 5. miejsce)